# Магомет Лахуаедж Булель
Магомет Лахуаедж Булель (фр. вимова: [mɔamɛd lauɛʒ bulɛl]; араб. محمد لحويج بوهلال Muhammad Laḥwiyyij-Būhlāl; 3 січня 1985 — 15 липня 2016) — туніський терорист, що жив у Франції. В ніч з 14 на 15 липня 2016 року він здійснив Терористичний акт у Ніцці, під час якого вантажівкою в'їхав у натовп святкуючих День взяття Бастилії на англійській набережній в Ніцці, Франція. Унаслідок цих дій загинули 84 людини і поранено 308. Серед загиблих також є українець Михайло Базелевський.

## Життєпис
Магомет народився в Мсакені, що у Тунісі, маленькому містечку за 10 км від прибережного міста Сус. За даними поліції відомо, що у нього був французький вид на проживання і що він переїхав в Ніццу в 2005 році, де працював водієм вантажівки. Він навчався бойових мистецтв, часто відвідував нічні клуби, і вів «вільне сексуальне життя». Мохамед був одруженим, виховував трьох дітей, але перебував у процесі розлучення. У нього, як повідомляється, виникли фінансові труднощі, і щоб працювати водієм, він купив дозвіл на вантажоперевезення, це сталось менш ніж за рік до нападу. У січні 2016 року, він заснув за кермом фургона, і через це згодом був звільнений.
Його батьки розлучені. Батько, який живе в рідному місті, розповів міжнародному агентству, що Магомет страждав від депресії, вживав алкоголь і наркотики: «з 2002 по 2004 рік, він стикався з проблемами, які викликали нервовий зрив. Він лютився і кричав, хотів ламати все, що він бачив перед собою». Сестра Магомета Рабеб заявила, що його сім'я здала документи в поліцію, що свідчили про те, що він був на прийомах у психологів протягом декількох років. Його батько і його молодший брат наполягали на тому, що напад «не мав нічого спільного з релігією», заявивши, що Магомет не молився і не дотримувався священного місяця Рамадан. Його брат стверджував, що Магомет не спілкувався з людьми, ніколи не відпраляв своїй сім'ї подарунки.
У дні перед нападом Магомет відпустив бороду і пояснював це тим, що «сенс бороди у релігійності». Французька влада заявила згодом, що Магомет виявив інтерес до релігії зовсім незадовго до нападу. Згідно свідчень його знайомих, Магомет в квітні 2016-го вперше почав відвідувати мечеть. Французький дослідник Франсуа Мулінс заявив, що Магомет говорив про свою прихильність до Ісламської держави".
За даними ЗМІ, Магомет раніше вчинив п'ять кримінальних злочинів, зокрема відомо про один випадок збройного насильства. Станом на 27 січня 2016 року він був на випробувальному терміні за напад на автомобіліста з дерев'яним палетом після ДТП. Він був затриманий 24 березня 2016 року і засуджений до шести місяців позбавлення волі умовно за звинуваченням в насильстві із застосуванням зброї. Магомет останній раз був заарештований менш ніж за місяць до нападу, це сталось після ДТП, де він заснув за кермом, з того часу він залишався під судовим контролем. Однак, його не вважали за небезпечного для національної безпеки, тому лишили на волі.
Магомет часто відвідував Туніс. Останній раз він побував на батьківщині вісім місяців тому.
Газета The India Times описує Магомета як «психічно неврівноваженого», з бурхливим особистим життям, яке включало вживання наркотиків, часте відвідування сайтів знайомств і перегляду онлайн-контенту з насиллям. Правоохоронці заявили, що Мохамед мав стосунки як чоловіками, так і з жінками.

## Підозри у приналежності до Ісламської Держави
Газета Ніцца-Матен опублікувала інтерв'ю з очевидцем, який розповів, що чув вигук «Аллах Акбар» під час нападу. Втім, офіційні особи не підтвердили ці повідомлення, тоді як BBC стверджує, що цього вигуку немає на записах.
Французький прокурор заявив, що напад «носило ознаки джихадистського тероризму». Однак, попереднє розслідування французьких чиновників не пов'язує Мохамеда з жодними міжнародними терористичними групами. Агентство Новин Amaq писало, що Магомет начебто вважав себе «бійцем Ісламської Держави».
Невідомо, чи брав Магомет участь у терористичній діяльності в Тунісі. Його ім'я не було у списках ісламських бойовиків, які мають у розпорядженні французькі поліцейські. «Гардіан» зазначив, що його відсутність побожності характерна для французьких громадян і бельгійських підданих, причетних до терористичної діяльності раніше 2016 року.
Французький прем'єр-міністр Мануель Вальс заявив, що Магомет був, ймовірно, пов'язаним з радикальним Ісламом. Так само вважає міністр внутрішніх справ Франції Бернар Казнєв, зазначаючи при цьому, що про таку діяльність тунісця не було відомо владі.
Дядько Магомета Садок, стверджує, що його небіж був завербований до Ісламської держави за два тижні до нападу членами угруповання з Алжиру. Магомет переглянув багато відео Ісламської Держави та дуже цікавився стрільцем з Орландо Омаром Матіном.

## Терористичний акт у Ніцці
Магомет побував на Англійській набережній в Ніцці двічі за два дні до нападу, там його зняли на камеру відеоспостереження. Він також зробив селфі за кермом вантажівки перед атакою і надіслав комусь текстові повідомлення. Понад 200 слідчих було залучено для пошуків отримувачів цих повідомлень.
Магомет був застрелений французькими поліцейськими, які намагалися зупинити його машину. Французький прокурор заявив, що напад має ознаки джихадистського тероризму.